# Rallye Český Krumlov 2003
Rallye Český Krumlov 2003 (oficiálně 31. Seat Rally Český Krumlov) byla třetí soutěží šampionátu mezinárodní mistrovství České republiky v rallye 2003. Soutěž měřila 645,7 km a měla 17 rychlostních zkoušek. V soutěží zvítězila posádka Václav Pech mladší a Petr Uhle s vozem Ford Focus RS WRC.
Se zcela novým vozem zde startoval Tomáš Vojtěch, který si nově pořídil Peugeot 206 WRC. Druhý vůz byl plánován i pro jeho bratra Štěpána, se kterým tvořili tým TSV Rally Sport. Už ve své druhé rallye startoval Tomáš Enge, který tentokrát usedl za volant vozu Focus WRC. Také Karel Trněný nově startoval s vozem Škoda Octavia WRC.

## Průběh soutěže
Od prvních testů vedl Roman Kresta, který startoval s Peugeotem 206 WRC. Druhou pozici držel Pech, který vyhrál třetí test. V něm Kresta ztratil zadní okno. Na třetím místě se držel Pavel Valoušek s vozem Toyota Corolla WRC. Ten ale udělal ve třetím testu jezdeckou chybu. Na třetí pozici se tak posunul Emil Triner, který startoval s vozem Seat Cordoba WRC. Na pátém místě se držel Karel Trněný a na šestém Josef Béreš s vozem Subaru Impreza WRC. Sedmou pozici držel Tomáš a osmou Štěpán Vojtěch, který ještě pilotoval Corollu WRC. Devátou pozici získal Karel Trojan s Octávií a desátý byl Enge. V noční části udržel Kresta vedení před Pechem. Trinera postihl defekt a propadl se na dvanáctou pozici. Do konce etapy se ale probojoval na šesté místo. Třetí byl Valoušek, čtvrtý Trněný a pátý Béreš. Na sedmém místě skončil Trojan a osmý Tomáš Vojtěch. Jeho bratrovi přestal fungovat posilovač řízení a řazení. Na devátou pozici se tak prosadil Enge.
Ve skupině N vedl Vojtěch Štajf. Na pátém testu jej ale postihl defekt. Do vedení se tak dostal Miroslav Jandík, který startoval s vozem Mitsubishi Lancer EVO VII. Na druhé pozici byl Václav Arazim se stejným vozem. O třetí místo bojoval Daniel Landa s Tošovským. Nakonec jej vybojoval Tošovský. Ve Formuli 2 o vítězství bojovali Vančík, Zedník a Knajzl. Přesně v tomto pořadí se vystřídali na první pozici, ale Zedník a Knajzl museli odstoupit a tak se do čela vrátil Vančík.
Ve druhé etapě na Malontech odstoupil Štěpán Vojtěch, kterému se vznítil olej. Jeho bratr vyjel z trati. Odstoupit musel i Enge, který vjel do příkopu a nedokázal se z něj dostat. Stále vedl Kresta, navíc Pecha postihl defekt. Kresta ale musel odstoupit kvůli poruše převodovky a tak se na první místo vyhoupl Pech, který pozici udržel až do cíle. Druhý skončil Valoušek, třetí Triner a čtvrtý Trněný. Trojan havaroval na mostě a musel ze soutěže odstoupit. Na pátém místě dokončil Béreš. Tomáš Vojtěch skončil nakonec dvanáctý.
Skupinu N vyhrál Jandík před Arazímem, Tošovským a Landou. Pátý byl Martin Prokop a šestý Petr Poulík. Za nimi se seřadili Votava, Štajf a Červenka. Ve Formuli 2 vyhrál Vančík. Za ním se seřadili Holý, Šín a Mr. Cimbu. Šín a Cimbu získali první dvě místa ve skupině A/2000. Třetí v této kategorii skončil Viktor Szabó. Skupinu A/1600 vyhrál Vančík před Holým. Třetí byl Josef Peták. Skupinu A/1400 vyhrál Milan Kneifel před Hodaněm a Horou. Skupinu N/2000 vyhrál Vrbecký před Soumarem a Trojanovou, skupinu N/1600 Sedláček před Trojanem a Danielem Běhálkem a skupinu N/1400 Pavel Běhálek před Hachem a Kulhanem.

## Výsledky
1. Václav Pech mladší, Petr Uhel - Ford Focus RS WRC
2. Pavel Valoušek, Vít Houšť - Toyota Corolla WRC
3. Emil Triner, Emil Horniaček - Seat Cordoba WRC
4. Karel Trněný, Václav Pritzl - Škoda Octavia WRC
5. Josef Béreš, Petr Starý - Subaru Impreza WRC
6. Miroslav Jandík, Radim Chrastecký - Mitsubishi Lancer EVO VII
7. Václav Arazim, Jůlius Gál - Mitsubishi Lancer EVO VII
8. Jiří Volf, Jiří Mareš - Seat Cordoba WRC
9. Tošovský, Sláma - Mitsubishi Lancer EVO VII
10. Daniel Landa, Jiří Malčík - Mitsubishi Lancer EVO VI